# Shorttrack-Weltmeisterschaften 2017
Die Shorttrack-Weltmeisterschaften 2017 fanden vom 10. bis zum 12. März 2017 im Rotterdam Ahoy in Rotterdam statt.

## Sieger

### Medaillenspiegel
| Rang   | Land                   | Gold | Silber | Bronze | Gesamt |
| ------ | ---------------------- | ---- | ------ | ------ | ------ |
| 1      | Südkorea               | 4    | 2      | 5      | 11     |
| 2      | Niederlande            | 3    | 1      | 1      | 5      |
| 3      | Vereinigtes Königreich | 3    | 0      | 1      | 4      |
| 4      | Volksrepublik China    | 2    | 2      | 0      | 4      |
| 5      | Kanada                 | 0    | 5      | 2      | 7      |
| 6      | Ungarn                 | 0    | 2      | 1      | 3      |
| 7      | Russland               | 0    | 0      | 1      | 1      |
| 7      | Japan                  | 0    | 0      | 1      | 1      |
| Gesamt | Gesamt                 | 12   | 12     | 12     | 36     |

### Männer
| Disziplin      | Gold                                                                  | Gold         | Silber                                                        | Silber       | Bronze                                                          | Bronze       |
| -------------- | --------------------------------------------------------------------- | ------------ | ------------------------------------------------------------- | ------------ | --------------------------------------------------------------- | ------------ |
| Mehrkampf      | Seo Yi-ra Südkorea                                                    | 81 Punkte    | Sjinkie Knegt Niederlande                                     | 73 Punkte    | Samuel Girard Kanada                                            | 37 Punkte    |
| 500 m          | Sjinkie Knegt Niederlande                                             | 41,832 s     | Wu Dajing Volksrepublik China                                 | 41,891 s     | Seo Yi-ra Südkorea                                              | 42,036 s     |
| 1000 m         | Seo Yi-ra Südkorea                                                    | 1:25,550 min | Shaoang Liu Ungarn                                            | 1:25,732 min | Charles Hamelin Kanada                                          | 1:25,829 min |
| 1500 m         | Sin Da-woon Südkorea                                                  | 2:16,919 min | Samuel Girard Kanada                                          | 2:16,982 min | Seo Yi-ra Südkorea                                              | 2:17,051 min |
| 3000 m         | Sjinkie Knegt Niederlande                                             | 4:47,344 min | Seo Yi-ra Südkorea                                            | 4:47,594 min | Wiktor Ahn Russland                                             | 4:48,362 min |
| 5000-m-Staffel | Niederlande Dennis Visser Itzhak de Laat Sjinkie Knegt Daan Breeuwsma | 7:06,826 min | Volksrepublik China Ren Ziwei Han Tianyu Xu Hongzhi Wu Dajing | 7:07,523 min | Ungarn Shaoang Liu Shaolin Sándor Liu Csaba Burján Viktor Knoch | 7:07,544 min |

### Frauen
| Disziplin      | Gold                                                                | Gold         | Silber                                                                   | Silber       | Bronze                                                                 | Bronze       |
| -------------- | ------------------------------------------------------------------- | ------------ | ------------------------------------------------------------------------ | ------------ | ---------------------------------------------------------------------- | ------------ |
| Mehrkampf      | Elise Christie Vereinigtes Königreich                               | 89 Punkte    | Marianne St-Gelais Kanada                                                | 68 Punkte    | Shim Suk-hee Südkorea                                                  | 52 Punkte    |
| 500 m          | Fan Kexin Volksrepublik China                                       | 43,605 s     | Marianne St-Gelais Kanada                                                | 43,630 s     | Kim Ji-yoo Südkorea                                                    | 43,744 s     |
| 1000 m         | Elise Christie Vereinigtes Königreich                               | 1:30,818 min | Marianne St-Gelais Kanada                                                | 1:31,145 min | Suzanne Schulting Niederlande                                          | 1:31,597 min |
| 1500 m         | Elise Christie Vereinigtes Königreich                               | 2:54,369 min | Marianne St-Gelais Kanada                                                | 2:54,381 min | Shim Suk-hee Südkorea                                                  | 2:54,424 min |
| 3000 m         | Shim Suk-hee Südkorea                                               | 5:12,382 min | Kim Ji-yoo Südkorea                                                      | 5:12,464 min | Elise Christie Vereinigtes Königreich                                  | 5:12,542 min |
| 3000-m-Staffel | Volksrepublik China Guo Yihan Zang Yize Fan Kexin Lin Yue Qu Chunyu | 4:14,058 min | Ungarn Sára Luca Bácskai Andrea Keszler Bernadett Heidum Petra Jászapáti | 4:14,627 min | Japan Ayuko Itō Hitomi Saito Sumire Kikuchi Moemi Kikuchi Aoi Watanabe | 4:16,668 min |